# Pterocheilus coccineus
Pterocheilus coccineus är en stekelart som beskrevs av André 1884. Pterocheilus coccineus ingår i släktet palpgetingar, och familjen Eumenidae. Inga underarter finns listade i Catalogue of Life.